# Roland Schauls

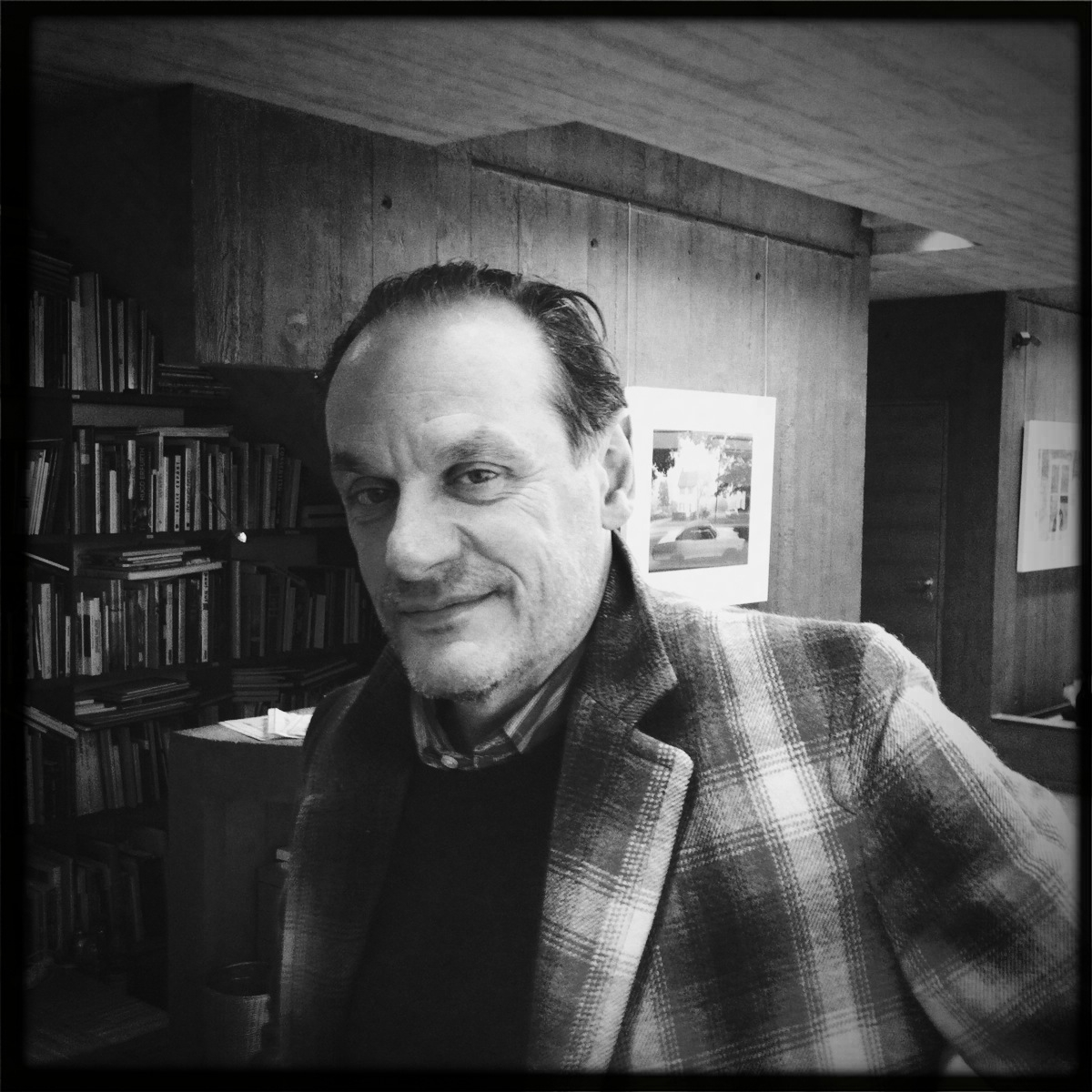
Roland Schauls im Januar 2011 (Foto: François Besch).

Roland Schauls (* 1. Februar 1953) ist ein luxemburgischer Maler, der in Stuttgart und Luxemburg arbeitet.
Nach dem Studium an der Staatlichen Akademie der Bildenden Künste in Stuttgart (1974–1982) und einer Zeit als Dozent an der Freien Kunstschule zu Stuttgart ist er als freier Künstler tätig. 1998 wurde er vom "Cercle artistique de Luxembourg" mit dem Pierre-Werner-Preis ausgezeichnet.
Ein über 100 m² großes Gemälde mit paraphrasierten Porträts aus den Uffizien hängt seit Februar 2020 permanent in der Eingangshalle des Nationalmuseums für Geschichte und Kunst (Musée national d'histoire et d'art (MNHA)) in der Luxemburger Altstadt. Zwischen 1995 und 1998 schuf Schauls das aus insgesamt 504 historischen Maler-Selbstbildnissen bestehende Gesamtgemälde. Die Motive wurden aus dem Bestand der Selbstbildnis-Sammlung der Uffizien in Florenz ausgewählt und zeigen unter anderem Albrecht Dürer, Rembrandt van Rijn, Peter Paul Rubens, Velazquez und Delacroix. Eine private Gesellschaft, die „Portrait Society“, beschäftigt sich mit der Wiederentdeckung des künstlerischen Erbes der dargestellten Künstler.
Roland Schauls ist Mitglied im Deutschen Künstlerbund.

## Ausstellungen
- "autres caprices" von Roland Schauls in der Bode Galerie & Edition in Nürnberg vom 12. November 2017 bis 2. Dezember 2017